# 이문대사
이문대사(吏文大師)는 17세기에 편찬된 것으로 추정되는 이두 학습서이다. 이두는 남북국 시대 신라에서 가장 발전하고 널리 쓰였으나, 조선 시대에 와서는 지방 관청의 서리들이 공문서를 처리하는 데에 사용되었다. 이 책은 당시 관청에서 주고받은 공문서를 모아, 공문서의 서두와 결말, 공문서의 본문, 자주 쓰이는 이두, 공문서의 결사(結辭)의 네 부분으로 나누어 묶음으로써 서리들이 이두를 배울 수 있게 하였다.
서울대학교 가람문고본 외에 여러 이본이 전해지나, 서로 다른 면이 많아 당시에는 널리 퍼져 있었던 것으로 추정된다. 동시기의 이두 학습서로는 유서필지, 이문잡례 등이 있으나 이문대사의 표기가 가장 이르다. 이문대사의 앞부분만을 담은 이문(吏文)이라는 책이 전해져, 아마 이문을 깁고 더한 책이 이문대사인 것으로 추측된다.